# Sousón

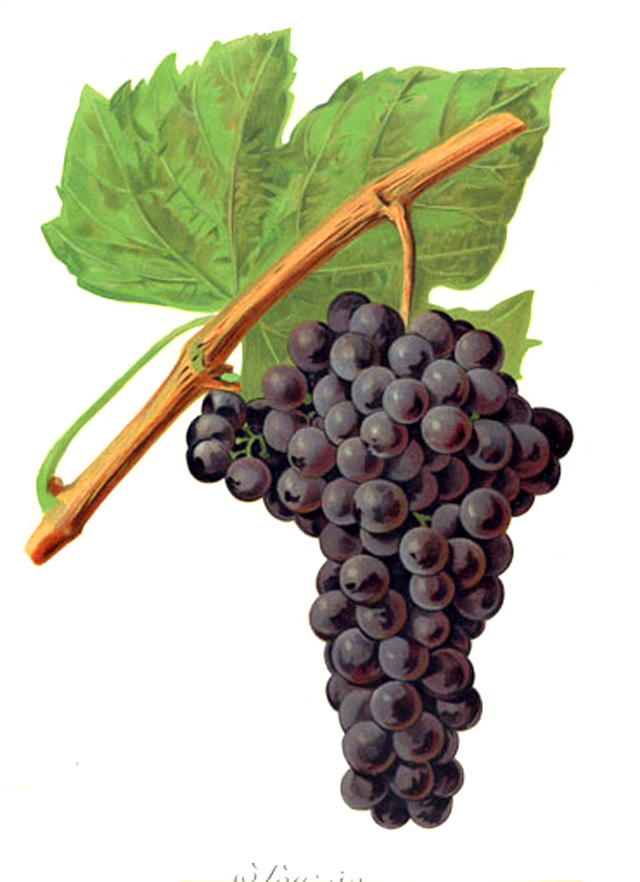
Racimo de sousón.

La sousón es una variedad de uva de vino vitis vinifera tinta española (Galicia) y portuguesa. También se la conoce con los sinónimos lusos souzão y vinhão. La uva es conocida por producir vinos con un color intenso, con sabores toscos y a pasas.

## Regiones
Es originario de la ribera del Miño.
Se trata de una uva escasa, por lo que se complementa con otras. Está recomendada como variedad de vinificación en la comunidad autónoma española de Galicia, según la Orden APA/1819/2007, por la que se actualiza el anexo V, clasificación de las variedades de vid, del Real Decreto 1472/2000, de 4 de agosto, que regula el potencial de producción vitícola.
Se cultiva en las denominaciones de origen Rías Baixas, Ribeiro y Valdeorras.
En Portugal se suele usar para la producción de vino de Oporto. También está autorizada en las DOC portuguesas de Douro y Dão-Lafões.
También se cultiva en regiones vinivitícolas de Australia, California y Sudáfrica. En Australia se usa la sousón para hacer vino al estilo de Oporto y también vinos de mesa mezclándola con otras variedades portuguesas.